# Anarhichadidae
Anarhichadidae é uma família de peixes da subordem Zoarcoidei.

## Espécies
Esta família é constituida por cinco espécies que estão agrupadas em dois géneros
- Género Anarhichas
  - Anarhichas denticulatus Krøyer, 1845.
  - Anarhichas lupus Linnaeus, 1758.
  - Anarhichas minor Olafsen, 1772.
  - Anarhichas orientalis Pallas, 1814.
- Género Anarrhichthys
  - Anarrhichthys ocellatus Ayres, 1855.